# Franz von Münch-Bellinghausen
Franz Theodor Freiherr von Münch-Bellinghausen (* 25. Februar 1787 in Koblenz; gestorben 24. Juni 1863 in Köln) war preußischer Kammerherr und Geheimer Regierungsrat in Köln und 1820/1821 auftragsweise Landrat des Kreises Mülheim am Rhein.

## Herkunft
Franz von Münch-Bellinghausen entstammt dem seinerzeit in Österreich, Mähren und am Rhein ansässigen Adelsgeschlecht Münch von Bellinghausen, das 1745 den Reichsfreiherrenstand erlangte. Der Zusatz von Bellinghausen entstammt dem von mütterlicher Seite verwandten westfälischen Geschlecht Bellinghausen.
Er stand der mittleren freiherrlichen Linie vor. Seine Eltern waren Johann Joachim Georg Freiherr Münch von Bellinghausen (* 21. April 1745, † 10. April 1811) und Johanna Alide Walburga, geborene von Kempis. Er war katholisch und blieb unverheiratet.

## Leben
Er studierte Rechtswissenschaften und wurde 1818 Regierungsassessor, später Regierungsrat, zuletzt mit dem Charakter als Geheimer Regierungsrat in Köln. Vom 1. Februar 1820 bis zum 4. Januar 1821 versah er auftragsweise die Verwaltung des Landratsamtes des Kreises Mülheim am Rhein.
1847 schließlich wurde er von Friedrich Wilhelm IV. zum Kammerherr ernannt. Er starb im Dienst.